# 征西大将军
征西大将军是在四征將軍之一。本稱征西將軍，資深者會在「將軍」字前加上「大」字。
最早出現在漢代。在三國時代的魏、蜀、吳亦有設置。而在日本亦有此職。

## 中國

### 著名人物
東漢（征西將軍）
- 馮異（征西大將軍）、皇甫嵩、馬騰

魏（征西將軍）
- 夏侯淵、郭淮、陳泰、鄧艾、夏侯玄、曹真

蜀（征西大將軍）
- 黃忠（征西將軍）、馬超（征西將軍）、魏延、宗预、張翼、陳到

吳（征西將軍）
- 馬茂、留平

## 日本
征西大將軍／征西將軍是在奈良和平安時代為了平定九州和四國地方而被天皇（朝廷）任命的將軍。別稱征戎將軍。
根據六國史中的續日本紀記載，在養老4年（720年）7月3日條有「向征西將軍以至以下抄士下賜物品」（征西将軍以下抄士に至るまでそれぞれ物を賜う），日本的「征西將軍」最初就是出現於此。
而在日本紀略中的天慶4年（941年）5月19日條中記載，為了征伐在瀨戶內海發起反亂的藤原純友而任命藤原忠文為征西大將軍。後來在日本南北朝時代的南朝方為了征伐離反的足利尊氏（在建武2年（1335年）8月9日至11月26日為止成為征東將軍，在曆應元年（1338年）8月11日開始成為征夷大將軍）而在延元元年（1336年）任命後醍醐天皇的皇子懷良親王、在正平（1366年）期間任命後村上天皇的皇子良成親王（任命時期有諸種説法）。